# Jeff Withey
Jeffree David « Jeff » Withey, né le 7 mars 1990, est un joueur américain de basket-ball. Il évolue au poste de pivot.

## Carrière
Withey est sélectionné à la 39e position de la draft 2013 de la NBA par les Trail Blazers de Portland. Le 10 juillet 2013, il est inclus dans un transfert entre trois équipes (les Trail Blazers, Kings et Pelicans) où il rejoint celle de La Nouvelle-Orléans.
Lors de la saison 2017-2018, Withey rejoint les Mavericks de Dallas mais il est licencié fin décembre après avoir joué dans 9 matches.
En juillet 2018, Withey rejoint le Tofaş Spor Kulübü, club turc.

## Records sur une rencontre en NBA
Les records personnels de Jeff Withey, officiellement recensés par la NBA sont les suivants :
| Type de statistique        | Saison régulière | Saison régulière          | Saison régulière |
| Type de statistique        | Record           | Adversaire                | Date             |
| -------------------------- | ---------------- | ------------------------- | ---------------- |
| Points                     | 17               | Suns de Phoenix           | 9 avril 2014     |
| Paniers marqués            | 7                | Suns de Phoenix           | 9 avril 2014     |
| Paniers tentés             | 12               | @ Thunder d'Oklahoma City | 11 avril 2014    |
| Paniers à 3 points réussis |                  |                           |                  |
| Paniers à 3 points tentés  | 1                | Clippers de Los Angeles   | 26 mars 2014     |
| Lancers francs réussis     | 5                | 3 fois                    |                  |
| Lancers francs tentés      | 6                | 4 fois                    |                  |
| Rebonds offensifs          | 4                | 3 fois                    |                  |
| Rebonds défensifs          | 7                | Kings de Sacramento       | 31 octobre 2014  |
| Rebonds totaux             | 8                | Bucks de Milwaukee        | 7 mars 2014      |
| Passes décisives           | 3                | 2 fois                    |                  |
| Interceptions              | 2                | 2 fois                    |                  |
| Contres                    | 5                | 2 fois                    |                  |
| Balles perdues             | 2                | 2 fois                    |                  |
| Minutes jouées             | 33               | Thunder d'Oklahoma City   | 14 avril 2014    |

- Double-double : aucun (au 13/01/2015)
- Triple-double : aucun.

## Palmarès
- NABC Co-Defensive POY (2013)
- Consensus second-team All-American (2013)
- 2x Big 12 Defensive Player of the Year (2012–2013)
- First-team All-Big 12 (2013)